# Katlego Mashego
Katlego Mashego est un footballeur international sud-africain né le 18 mai 1982 à Bushbuckridge en Afrique du Sud.

## Palmarès
- Championnat d'Afrique du Sud : 2014